# Evoluon

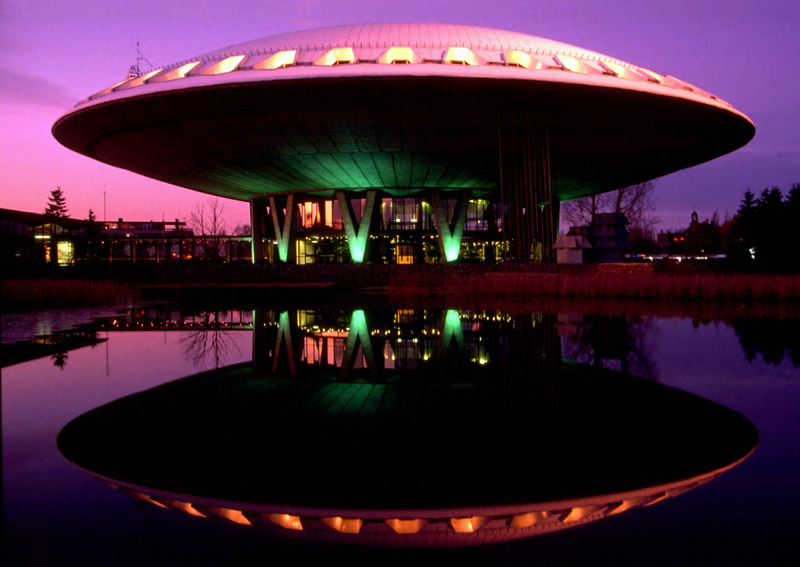
Das Evoluon um 1991

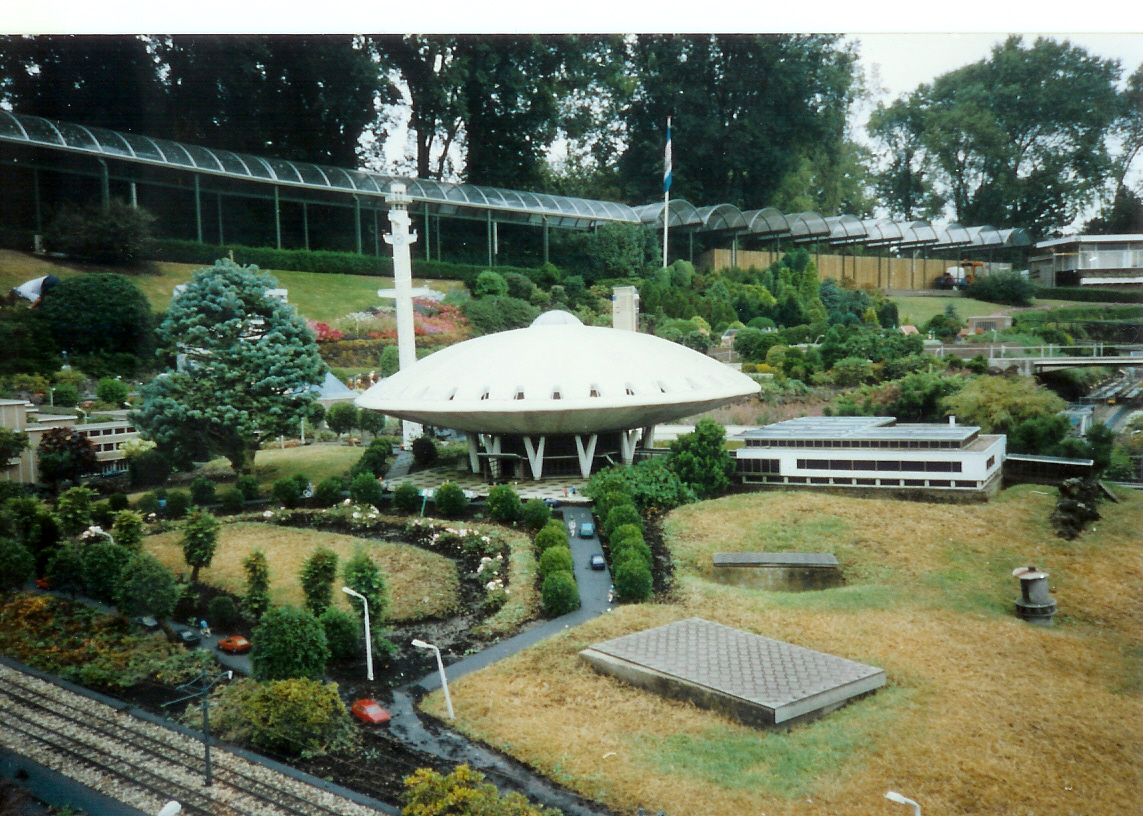
Das Evoluon in Miniaturstadt Madurodam

Das Evoluon ist ein vom Architekten Louis Christiaan Kalff im Jahr 1966 für die Firma Philips zu deren 75-jährigen Bestehen entworfenes Bauwerk in Eindhoven. Es besteht aus einer Spannbetonkonstruktion von 77 Meter Durchmesser, deren futuristische Form an ein im Stadtzentrum gelandetes außerirdisches Raumschiff erinnert.

## Nutzung bis 1989
Das Gebäude wurde von 1966 bis 1989 als pädagogisches Technologiemuseum genutzt, zog von Anbeginn zahlreiche Besucher an und war auch oft das Ziel oder Bestandteil touristischer Angebote, wie sie z. B. die niederländische Eisenbahn (Nederlandse Spoorwegen) aber auch deutsche Reiseveranstalter anboten. Das Herausragende dieses Museums war, dass die Besucher selber wissenschaftliche (leichte) Experimente durchführen konnten und anschauliche Apparaturen bedienen durften. Diese Art „Mitmach“-Museum war zu dieser Zeit noch neuartig und zog insbesondere Studenten und andere junge Menschen an. Viele Schulen organisierten eine Reise zum Evoluon. Darüber hinaus gab es zu dieser Zeit in den Niederlanden keine vergleichbaren Technikmuseen.
Dies änderte sich in den Jahren darauf, als 1978 in Amsterdam das NINT mit ähnlichem Konzept eröffnete, welches später in das 1997 errichtete NEMO-Museum integriert wurde. Hierdurch sanken die Besucherzahlen des Evoluon kontinuierlich jedes Jahr. Die stete Anpassung an neue technische Entwicklungen und der Unterhalt verschlang viel Geld und man rutschte in die roten Zahlen. Auch der Eigentümer des Gebäudes konnte hier nicht unterstützend einspringen, da Philips sich in wirtschaftlichen Umstrukturierungsmaßnahmen befand und bereits durch Aufgabe einzelner Geschäftsbereiche die eigene Wirtschaftlichkeit zu erhalten suchte. Daher war der Konzern nicht willens in das Evoluon und seinen defizitären Betrieb weiter Geld zu investieren. So schloss, unter großen Protesten, „das Evoluon Ende November [1989] endgültig seine Türen“.

## Das Evoluon heute

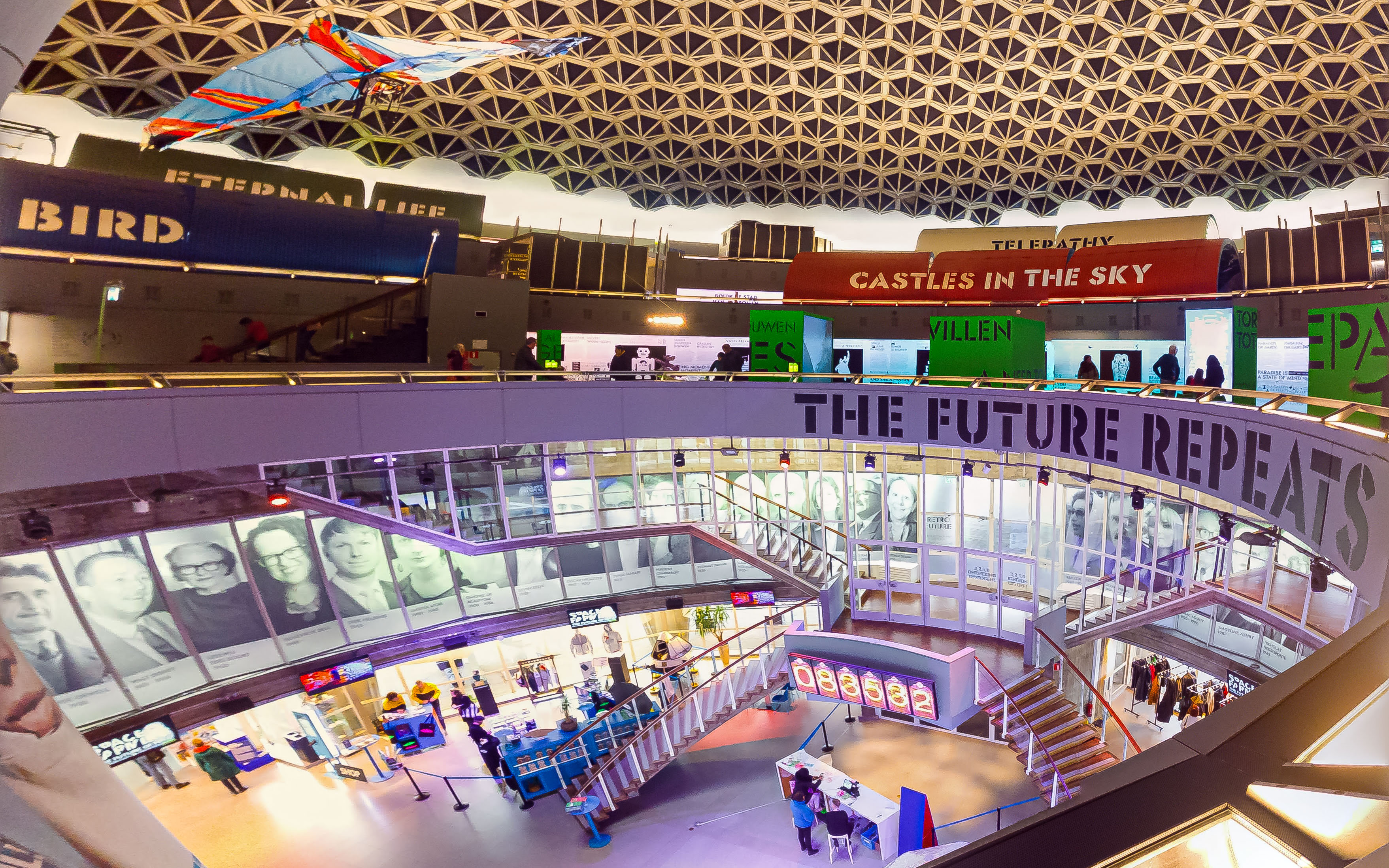
Ausstellung Retrofuture (2023)

Von 1993 bis 1998 beherbergte das Evoluon eine Ausstellung von Philips-Produkten.
Es wurden zudem verschiedene neue Gebäude auf dem umliegenden Gelände errichtet und seit 1996 ist der Evoluon Komplex ein Konferenz- und Veranstaltungszentrum.
Ab 2004 gab es, mit Unterbrechungen, seitens der privaten Stiftung „Vrienden van het Evoluon“ (Freunde des Evoluon) Bemühungen, das Evoluon als „eine Ikone für Technologie und Innovation“ wieder in seiner ursprünglichen Funktion herzustellen.
Im Jahr 2012 begann Philips das Gebäude für kurzzeitige, wissenschaftliche Ausstellungen zu nutzen. Mit einer Ausstellung über das menschliche Gehirn in Zusammenarbeit mit dem Discovery Center Continuum in Kerkrade wurde begonnen. Es folgen weitere Veranstaltungen in Zusammenarbeit mit Continium sowie mit NEMO und Technopolis im belgischen Mechelen.
Im Oktober 2013 gab die deutsche Band Kraftwerk im Evoluon vier 3D-Konzerte mit jeweils 1200 Zuschauern. Der Raum wurde von Kraftwerk-Gründer Ralf Hütter aufgrund des retro-futuristischen Erscheinungsbildes des Gebäudes und der Beziehung zu Philips persönlich ausgewählt. Seitdem ist das Gebäude als Ufo und Raumschiff weltweit bei den Konzerten von Kraftwerk Teil der Visualisierung zum Song Space Lab.
Im Herbst 2014 wurde die erfolgreiche Quizsendung „SlimmerIQen“ (1,1 Millionen Zuschauer) des niederländischen Privatsenders RTL4 im Evoluon aufgenommen.
2018, 52 Jahre nach seiner Errichtung, wurde das Evoluon mit der Nummer 532277 in die Liste der Rijksmonumente aufgenommen.
Am 24. September 2022 wurde das Evoluon mit der Ausstellung ''RetroFuture'' wieder für die Öffentlichkeit geöffnet.